# 今日だけ、AV女優を辞めます。
『今日だけ、AV女優を辞めます。』（きょうだけ、エーブイじょゆうをやめます）は、2018年12月28日から2019年1月18日までU-NEXTで配信された恋愛バラエティ番組。
制作プロダクションはFALENO。

## 内容
AV女優が主人公となり、4人の素人男性と1泊2日無人島での暮らしを行う恋愛リアリティーショー番組。番組サイトでは「完全ガチンコ青春恋愛リアリティーショウ」と題される。AV女優は1泊2日の期間は仕事を忘れ素人に戻ることを決まり事として示されており、番組名もこの決まり事にちなむ。
1泊2日の中では3回のツーショットタイムが設けられ、そこに至るまでAV女優へ向けてスタッフから手紙の形で指示が出るというのがルール。前述のようにこの期間だけは普通の女の子として恋をしてほしいという決まりがあるが、AV女優たちはそれでも撮られている意識から職業病が出てしまう。
この葛藤模様を追い、AV女優とは何か、恋とは何かを追うことを番組の裏テーマと位置づけている。

## 出演者

### スタジオMC
- 星奈あい
- 宮崎あや

### 無人島女優
- AIKA
- 阿部乃みく
- 紺野ひかる

## 放送リスト
| 放送回 | 初回放送日     | タイトル                              | 特記     |
| ------ | -------------- | ------------------------------------- | -------- |
| #1     | 2018年12月28日 | 第1話「初対面」                       | 本編28分 |
| #2     | 2019年1月4日   | 第2話「サイコパス現る」               | 本編32分 |
| #3     | 2019年1月8日   | 第3話「異常事態」                     | 本編32分 |
| #4     | 2019年1月18日  | 第4話「さよならモンスターアイランド」 | 本編60分 |

## スタッフ
- 編集、サブカメラ、ドローン撮影 - イヌガイ土井（土井省吾）
- 制作プロダクション - FALENO